# Nexhmije Pagarusha
Nexhmije Pagarusha (Paraguša bij Mališevo, 7 mei 1933 - Pristina, 7 februari 2020) was een Joegoslavische zangeres en actrice van Albanese origine.
Na haar muzikale opleiding in Belgrado was ze vanaf de jaren vijftig de bekendste Albaneessprekende zangeres in (voormalig) Joegoslavië. Daarnaast werkte ze als actrice op het podium en voor televisieproducties. In 1984 beëindigde ze haar carrière en hervatte het vanaf 2002 weer. Pagarusha overleed op 7 februari 2020.

## Singles
Pagarusha heeft meer dan 150 liedjes uitgebracht. Een aantal succesvolle singles:
- Baresha (De herder)
- Ani mori nuse (Is goed, jonge bruid)
- Mora testin (Ik heb de test ondergaan)
- Kur më shkon si zog n'hava (Wanneer je vliegt als een vogel in de lucht)
- Kur më del në derë (Wanneer je tevoorschijn komt bij de deur)
- Ke selvitë (-)
- Ç'u ngrit lulja në mëngjes (-)
- Çil njat zemër plot kujtime (Open dat hart met herinneringen)
- Dallëndyshe (-)
- Një lule (Een bloem)
- Zambaku i Prizrenit (De lelie van Prizren)
- Sytë për ty i kam të njomë (Ik heb tranende ogen voor jou)

## Filmografie
- Makedonska krvava svadba (1967) [2]
- Jugovizija (1973)
- Gëzuar viti i ri (1976)[3]
- E kafshoja terrin (1977)[4]
- I ikuri, Gone (1980)[5]
- Tre vetë kapërcejnë malin (1981)[6]
- Lepuri me pesë këmbë[7]
- Fluturimi i Micakut
- Daullet e të çmendurve
- Rexha i nënës në grazhd të kalit
- Vrasësit bëjnë dasmë natën (1997)

- Gemeinsame Normdatei: 128610980
- International Standard Name Identifier: 0000 0001 1490 6258
- Library of Congress Control Number: n95060366
- MusicBrainz: 716094bc-a665-4ea3-b2f8-8d1981d6e715
- Virtual International Authority File: 40433222